# 北京文化艺术活动中心
北京文化艺术活动中心，位于北京市海淀区上园村3号北京交通大学知行大厦5层，是北京市人民政府设立的专门开展群众文化艺术工作的公益性文化事业单位，隶属北京市文化局。

## 简介
北京文化艺术活动中心原名“北京群众艺术馆”，1955年5月成立，是中华人民共和国最早成立的两个群众艺术馆试点之一。2006年，该馆更名为“北京文化艺术活动中心”，保留“北京群众艺术馆”的牌子，并且增挂“北京市大型文化活动办公室”的牌子，2009年又增挂“北京市文化志愿者服务中心”的牌子。
根据有关规定，北京文化艺术活动中心的基本职能为：
- （1）策划、组织、开展各类市级群众性文化艺术活动；
- （2）培训、辅导群众文化艺术业务骨干；
- （3）组织开展各类群众文化艺术创作；
- （4）开展文化志愿者管理和服务工作；
- （5）指导下一级文化馆、站开展基层文化工作， 研究、探讨群众文化艺术活动工作理论与规律；
- （6）开展对外群众文化艺术交流；
- （7）建立群众文化四级网络数据信息平台，为领导科学决策提供参考服务。

21世纪初，北京文化艺术活动中心在文化遗产日、中国故事北京祥云小屋、奥运文化广场、中华人民共和国成立60周年晚会等大型文化活动中取得很多成绩。
2005年12月23日，北京群众艺术馆成立50周年庆典在刚刚竣工的该馆小剧场举行。2007年12月6日，北京文化艺术活动中心召集北京市各区县共19个文化馆举行北京市文化馆长座谈会，就2008年各文化馆与北京文化艺术活动中心的合作项目加以沟通。
自成立到2012年，北京群众艺术馆共经历过5次搬迁。2012年8月31日，北京文化艺术活动中心迁入新址办公。新址位于海淀区上园村3号北京交通大学知行大厦5层，靠近北京交通大学西门，距离北京市文化局仅1公里左右。在2012年搬迁之前，该馆位于北京市丰台区马家堡嘉园一里17号楼（西楼）。